# Fotodiode

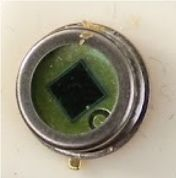
Fig. 1 Fotodiode Osram BPW21, rechtsonder is de bonddraad zichtbaar, die de kathode met de geïsoleerde aansluitdraad verbindt. De anode maakt elektrisch contact met de behuizing, en aan de behuizing zit de aansluitdraad voor de anode vast

Een fotodiode is een elektronisch onderdeel dat stroom produceert als er licht op valt. In de fotodiode zit een P-N-halfgeleiderovergang (PN-junctie) en een lichtvenster of een glasvezelverbinding om licht op de junctie te kunnen laten vallen.

## Karakteristieken
Fotodioden kunnen op twee manieren worden gebruikt: in spanningsmode en in stroommode. De spanningsmode treedt op bij open circuit of relatief hoogohmige belasting, waarbij de opgewekte fotostroom, die in sperrichting van de diode loopt, door de interne, voorwaarts geleidende pn-overgang van de diode terugloopt. De anode van de fotodiode wordt positief ten opzichte van de kathode. Het externe stroompje (ten gevolge van niet oneindig hoge belastingsweerstand) loopt van anode naar kathode. Als de belastingweerstand zodanig laagohmig is dat er bij maximum belichting een spanning wordt opgewekt, die ruim onder de drempelspanning van de diode ligt, bijvoorbeeld maximaal 100 mV in doorlaatrichting van de diode, werkt de diode in de stroommode. De externe stroom heeft dezelfde richting als in de spanningsmode: van anode naar kathode. Deze eigenschappen zijn te zien in de U-I karakteristieken van fig. 2. Links onder in de karakteristieken van fig. 2 treedt de stroommode op, en deze loopt door van de maximum toelaatbare sperspanning geheel links onder tot een licht positieve voorwaartsspanning. In dit deel van de karakteristiek is de stroom (en bij gebruik van een meetshunt daarmee ook de shuntspanning) over meerdere decades exact recht evenredig met de belichtingssterkte.

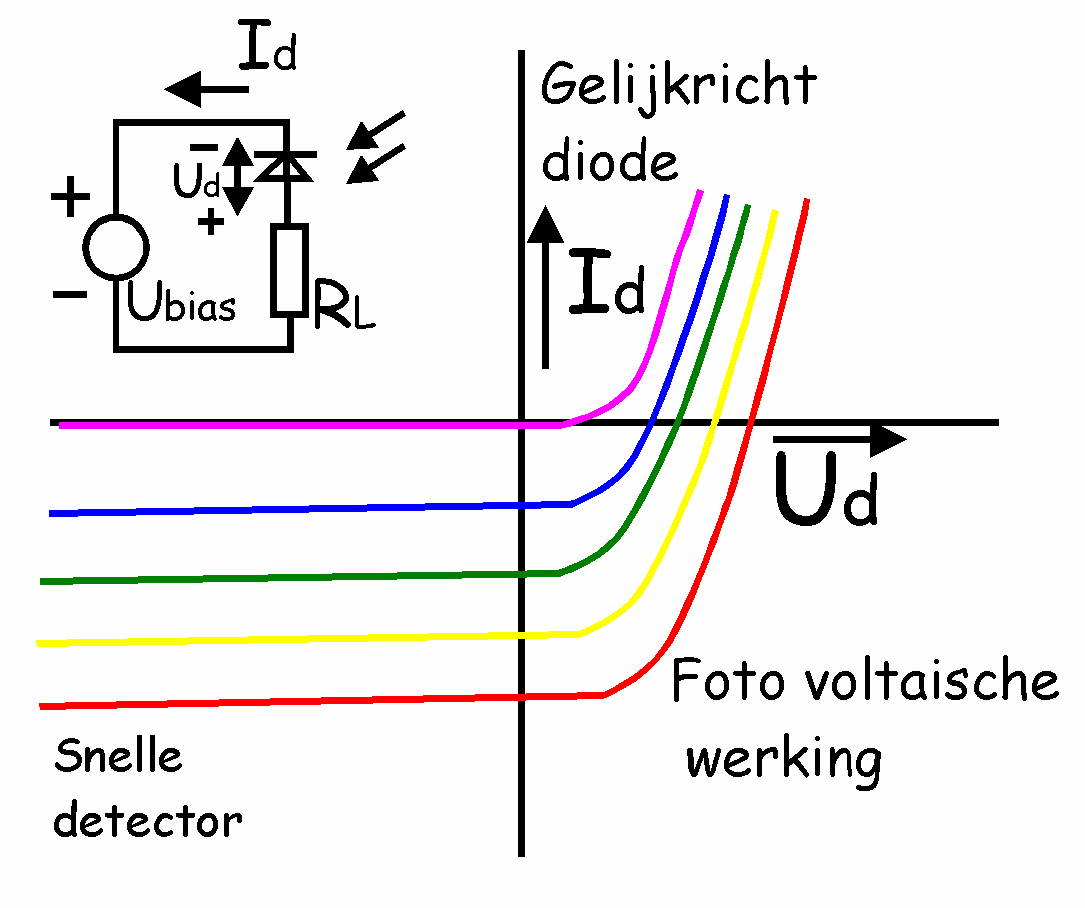
Fig. 2 Elektrische karakteristieken fotodiode. Violet: geen licht, blauw, groen, geel, rood: oplopende lichtsterkte

Een voorwaarde voor deze lineariteit is wel dat de kleinste fotostroom bij de laagste, zeer kleine belichtingssterkte aanzienlijk groter is dan de donkerstroom. De donkerstroom is gelijk aan de sperstroom, zoals die bij een normale diode wordt gedefinieerd. Bij Osram-fotodiode type BPW21 is de donkerstroom bij 5 V sperspanning en 25 °C componenttemperatuur 2 nA. De fotostroom is bij 10 lux belichting 100 nA. Dit resulteert bij 10 lux en 25 °C in een afwijking van 2%. Echter, bij de maximum componenttemperatuur van 80 °C en 5 volt sperspanning is de donkerstroom 500 nA. Voor 2% afwijking moet de minimum fotostroom dan 25 µA zijn, overeenkomen met 2500 lux. De oplossing is gebruik van de diode bij 0 volt of een licht voorwaartse spanning. De donkerstroom is dan bij 80 °C componenttemperatuur 2 nA, en de afwijking bij 10lux wordt dan eveneens 2%. Bij 10 mV sperspanning en 25 °C componenttemperatuur is de donkerstroom 8 pA en is de afwijking verwaarloosbaar. De fotostroom is (zo goed als) temperatuur-onafhankelijk en (zo goed als) onafhankelijk van de diode-sperspanning. De diode wordt bij kleine sperspanning en licht voorwaartse spanning trager door de toenemende diodecapaciteit. Voor de BPW21 neemt de capaciteit toe van 180 pF bij de maximum sperspanning van 10 volt, tot 580 pF bij 0 volt. Dat is een toename van een factor 3. Voor lichtmetingen is dat doorgaans geen bezwaar. Overigens wordt de responssnelheid van de diode mede bepaald door de externe weerstand in het circuit. Wordt de diode verbonden met de negatieve ingang van een opamp, die een terugkoppelweerstand heeft van uitgang naar negatieve ingang, dan wordt de belastingweerstand bijna 0 ohm. Dit leidt tot de hoogst mogelijke afsnijfrequentie. Is de belastingweerstand 1 kilo-ohm, dan wordt de RC-tijd bij 0 volt sperspanning 0,58 µs, overeenkomend met een afsnijfrequentie van 274 kHz. De spanningsmode treedt op in het rechterdeel van de karakteristieken van fig. 2 bij de snijpunten van de karakteristieken met de I=0 as (x-as). Dit deel heeft een logaritmisch verband tussen belichtingssterkte en spanning (zie spanningsmode formules) en heeft bij constante belichting voor een silicium fotodiode zoals de BPW21 een temperatuur-coëfficiënt van −2,6 mV/°C.
Het deel van de karakteristiek rechtsonder wordt gebruikt bij zonnecellen voor PV-elektriciteitsopwekking. De dioden van de cellen worden daarbij in hun maximum vermogenspunt belast. 

Fig.3 Golflengte afhankelijkheid van een silicium fotodiode

. Dat punt ligt bij benadering bij een celspanning of paneelspanning van 75% van de open spanning. Bij een externe stroom in voorwaartse richting, en in volledige duisternis werkt de diode als een normale gelijkrichtdiode (fig. 2 rechtsboven). Is de diode ook nog belicht, dan wordt de doorlaatspanning van de diode hoger omdat de pn overgang nu de som van externe stroom en fotostroom te verwerken krijgt.
De golflengteafhankelijkheid van het signaal van een fotodiode kan ingesteld worden door toepassing van optische filters en is gelijk aan het product van golflengteafhankelijkheid van het filter en golflenteafhankelijkheid van de diode zelf. Op die manier is de golflengteafhankelijkheid van Osram-fotodiode BPW21 vrijwel identiek gemaakt aan de ooggevoeligheidscurve. Hierdoor is deze diode zeer goed als sensor in lichtmeters te gebruiken.

## Formules spanningsmode
Een fotodiode in spanningsmode bij open circuit heeft een logaritmische karakteristiek. Dit kan worden afgeleid uit de diodekarakteristiek in doorlaatrichting. De diodestroom ID volgt bij verwaarloosbare diode-serieweerstand uit:
{\displaystyle I_{\mathrm {D} }=I_{\mathrm {S} }\cdot \left(e^{\frac {U_{\mathrm {D} }}{n\cdot U_{\mathrm {T} }}}-1\right)} (formule 1)
Deze formule geldt ook voor seleniumcellen. In de formule is:
- IS de sperverzadigingsstroom,
- UD de diodespanning,
- UT = kT/q = 26 mV bij kamertemperatuur, met k de boltzmannconstante, T de absolute temperatuur en q de elementaire lading en:
- n de emissiecoëfficiënt.

De emissiecoëfficiënt n voor silicium is 1, voor germanium 2, ligt tussen 1 en 2 voor seleen, en is groter dan 2 voor zonnecellen van polykristallijn silicium.
We gaan ervan uit dat:
{\displaystyle e^{\frac {U_{\mathrm {D} }}{n\cdot U_{\mathrm {T} }}}>>1} (voorwaarde 1)
Dit is voor alle praktische bedrijfssituaties het geval is en dat de diodestroom ID recht evenredig is met de belichtingssterkte E:
{\displaystyle I_{\mathrm {D} }=c_{\mathrm {opt} }\cdot E} (formule 2)
waarbij E de verlichtingssterkte is en copt de evenredigheidsconstante van de verhouding van ID en E. De factor copt is recht evenredig met de oppervlakte van de fotodiode, afhankelijk van het spectrum van de belichting en de spectrale gevoeligheid van de fotodiode en van eigenschappen van de pn overgang, zoals doteringsconcentratie, en dikte van de intrinsieke laag bij een PIN-diode. Ook tussen exemplaren van hetzelfde type fotodiode kunnen vrij grote toleranties optreden (in de orde van −40%/+10%), die door kalibratie kunnen worden geëlimineerd, door de diode met een zeer constante verlichtingssterkte de belichten, en bij aansluiting op een draaispoelmeter het nulpunt van de wijzer met een stelschroefje bij te regelen. Uit voorwaarde 2 blijkt namelijk dat een variabele copt tot een verandering van de offset van de diodespanning leidt.
Voorwaarde 1 en formule 2 toepassen op formule 1, leidt tot:
{\displaystyle c_{\mathrm {opt} }\cdot E=I_{\mathrm {S} }\cdot e^{\frac {U_{\mathrm {D} }}{n\cdot U_{\mathrm {T} }}}} (formule 3).
Door natuurlijke logaritme ln te nemen aan beide zijden van de vergelijking formule 3 vinden we:
{\displaystyle \ln(c_{\mathrm {opt} })+\ln(E)=\ln(I_{\mathrm {S} })+{\frac {U_{\mathrm {D} }}{n\cdot U_{\mathrm {T} }}}} (formule 4) of:
{\displaystyle U_{\mathrm {D} }=n\cdot U_{\mathrm {T} }\cdot (\ln(E)+\ln(c_{\mathrm {opt} })-\ln(I_{\mathrm {S} }))} (formule 5)
Stellen we
{\displaystyle \ln(c_{\mathrm {opt} })-\ln(I_{\mathrm {S} })=offset} (formule 6)
dan vinden we voor de spanningsmode fotodiodekarakteristiek:
{\displaystyle U_{\mathrm {D} }=n\cdot U_{\mathrm {T} }\cdot (\ln(E)+offset)}(formule 7)
waarmee het exponentiële verband tussen UD en E is aangetoond. Uit formule 6 blijkt dat variaties in copt een verandering in de offset op de uitgangsspanning veroorzaken.
Voor een vaste temperatuur zijn IS en UT constant. UT en IS zijn echter temperatuurafhankelijk. De combinatie van de temperatuurafhankelijkheid van IS en UT leidt tot een temperatuurafhankelijkheid van de diodespanning, bij constante ID van −2,6 mV/°C (uit specificatie Osram BPW21) Uit de formule voor de open spanning karakteristiek vinden we dat als E een factor e groter wordt (ln(E)) met 1 toeneemt, en de diodespanning dus met een bedrag n·UT = n·26 mV bij kamertemperatuur. Voor toename van E met een factor 2, zoals bij fotografie EV-meting het geval is, is de toename n·ln(2) = n·18 mV bij kamertemperatuur (n is emissiecoëfficiënt, zie toelichting bij formule 1).

## Formule stroommode
{\displaystyle I_{\mathrm {D} }=c_{\mathrm {opt} }\cdot E} (formule 2)
Constante copt is gelijk aan die beschreven in de spanningsmode. Kalibratie om de gevolgen van tolerantie op copt te elimineren, kan in de stroommode geschieden door (een deel van) de stroommeetshunt als instelpotmeter uit te voeren. Deze maakt trimmen van de uitgangsspanning mogelijk, zodat bij een gegeven belichting altijd exact dezelfde spanning over de meetshunt staat. Dat is bijvoorbeeld nodig voor industriële lineaire lichtmeting.

## Batterijloze klassieke belichtingsmeters met draaispoelmeter
Oude analoge, batterijloze fotografiebelichtingsmeters, zoals de Sekonic L158, gebruikt met analoge fototoestellen met (kleinbeeld)film gebruikten een seleenfotodiode met een groot oppervlak en werkten in spanningsmodus. Zo kon ook bij lage lichtsterkten de logaritmische karakteristiek, nodig bij fotografie, behouden blijven, ondanks de belasting met een draaispoelmeter. Bij de logaritmische karakteristiek geeft elke factor 2 in gemeten verlichtingssterkte (is 1 stop verschil) een vaste verschuiving van bijvoorbeeld 10% van de totale schaallengte. Het totale bereik voor 10 EV (7 tot 17 EV is een factor 210 = 1024). De temperatuurgevoeligheid van de fotocel kan gecompenseerd worden door bijvoorbeeld een NTC in serie met de draaispoelwikkeling te schakelen, hoewel dit niet over het hele bereik werkt (er is een temperatuurafhankelijke offsetspanning nodig en niet een deelfactor), maar in de winter, buiten, zal de lichtsterkte in het algemeen niet zeer laag of zeer hoog zijn, zodat voor de meeste toepassingen een redelijke compensatie kan worden verkregen. De spanningsstijging in de kou van de fotodiode wordt dan gecompenseerd door een met afnemende temperatuur toenemende spanningsdeelfactor.

## Materialen voor fotodioden
Naast standaard siliciumfotodioden en de reeds genoemde seleencellen worden ook andere materialen toegepast, zoals InGaAs (nabij-infrarood). In onderzoek zijn germanium-op-siliciumdioden, zie onder snelle detectors. Seleencellen, die in de jaren 60 van de twintigste eeuw werden gebruikt, verouderen in een tijdsbestek van tien jaar zeer sterk (net als seleen-gelijkrichters en LDR's). Onder andere de inwendige serieweerstand wordt veel hoger, en de gevoeligheid neemt sterk af (daling van copt), wat tot grote afwijkingen leidt. Seleencellen worden niet meer toegepast.

## Zeer snelle detectors voor telecommunicatie doeleinden
Voor snelle fotodioden worden PIN-dioden gebruikt. Tussen de p- en n-zone is een intrinsiek of zeer laag gedoteerde halfgeleiderlaag aangebracht, waardoor de capaciteit van de diode kleiner wordt. Materiaal in onderzoek is germanium-op-silicium. Met deze dioden kunnen signalen tot 40 Gbit/s gedetecteerd worden. Op dit moment worden voor deze snelheden InGaAs-fotodioden gebruikt.

## Fototransistor
Er bestaan ook npn-fototransistoren. Daarbij is de basis-collector-junctie uitgevoerd als fotodiode. De fotostroom loopt dan van collector naar basis, (de collector-basisdiode staat zoals gebruikelijk in sper), en wordt als basisstroom aan de npn-transistor toegevoerd en versterkt, stroomversterking in de orde van 100 tot 400, zoals bij een normale npn-transistor.
Ze worden voornamelijk toegepast in optocouplers en in optische schakelaars. De current transfer ratio (CTR), de verhouding van de uitgangsstroom stroom en de stroom die door de infrarood-led van de optocoupler gestuurd van optocouplers met fototransistor is in de orde van 1. Fototransistoren zijn veel minder lineair en hebben grotere toleranties op de uitgangsstroom dan fotodioden door de sterk stroomafhankelijke versterking en tussen verschillende exmplaren relatief grote verschillen in stroomversterkingsfactor van npn-transistoren. Ze zijn ook vrij traag, met name als de fototransistor in verzadiging wordt gestuurd, reactietijden in de orde van vijf microseconden en daarom ongeschikt voor gebruik in afstandsbedieningen. In principe zijn twee aansluitingen uitgangszijdig voldoende:
de emitter en de collector. Vaak is de basis van de transistor ook uitgevoerd. Met een externe weerstand tussen basis en emitter kunnen dan de eigenschappen van de optocoupler worden gevarieerd. Ook kan een schottkydiode aangebracht worden tussen basis en collector van de fototransistor, waardoor verzadiging van de transistor en de daarmee samenhangende traagheid voorkomen wordt.
Snelle optocouplers gebruiken fotodioden, met een snelle volgversterker (analoge toepassingen) of een comparator (digitale toepassingen). Zulke optocouplers kunnen vrij snelle analoge of digitale signalen verwerken. Er zijn aan de ontvangstzijde wel drie aansluitingen nodig: −voeding, +voeding en uitgang.

## Toepassingen
- Ontvangers voor infrarood-afstandsbedieningen (audio, televisie, video)
- Nauwkeurige lichtmeting in wetenschap en industrie
- Lichtsensoren in de beeldopname CMOS-matrix van digitale fototoestellen.
- Interne lichtmeting in digitale fototoestellen
- Kwaliteitslichtdetectors in elektronische apparatuur
- Optocouplers
- Detectie van glasvezelsigalen
- Industriële infrarood meting
- Industriële uv-meting
- Detectie van cd-signalen